# Kilbeggan Abbey
Kilbeggan Abbey (Benedicto Dei) ist eine ehemalige Zisterziensermönchsabtei im County Westmeath in der heutigen Republik Irland. Das ehemalige Kloster lag in der Stadt Kilbeggan.

## Geschichte
Das Kloster wurde 1150 wohl auf eine Stiftung der Familie MacCoghlan auf dem Gelände eines bereits bestehenden, von St. Beccan im 5. oder 6. Jahrhundert begründeten irischen Klosters als Tochterkloster von Mellifont Abbey gegründet und gehörte damit der Filiation der Primarabtei Kloster Clairvaux an. 1217 war die Abtei in den Streit von Jerpoint (“riot of Jerpoint”) und anschließend in die Verschwörung von Mellifont (“conspiracy of Mellifont”) verwickelt, an deren Ende sie Buildwas Abbey unterstellt wurde. Zur Zeit der Auflösung des Klosters im Jahr 1539 war es eines der ärmsten in Irland. Seine Güter erhielt anschließend die Familie Lambert. Im 18. Jahrhundert wurde auf den Ruinen des Klosters eine protestantische Kirche errichtet, die ebenfalls in Ruinen gefallen ist.

## Bauten und Anlage
Von dem Kloster sind keine sichtbaren Reste erhalten.